# Cienfuegosia hildebrandtii
Cienfuegosia hildebrandtii är en malvaväxtart som beskrevs av Christian August Friedrich Garcke. Cienfuegosia hildebrandtii ingår i släktet Cienfuegosia och familjen malvaväxter. Inga underarter finns listade i Catalogue of Life.